# Ranunculus karakoramicola
Ranunculus karakoramicola är en ranunkelväxtart som beskrevs av Michio Tamura. Ranunculus karakoramicola ingår i släktet ranunkler, och familjen ranunkelväxter. Inga underarter finns listade i Catalogue of Life.